# Ole Schultze Henriksen
Ole Schultze Henriksen, född 1943, är en dansk fritidspedagog och lärare.
Ole Schultze Henriksen utbildade sig till förskolelärare på Frøbelseminariet i Köpenhamn, med examen 1970. 
Han var därefter ledare och förskollärare på flera institutioner, bland andra på olika bygglekplatser 1970–1995. Han tog kandidatexamen på Danmarks Lærerhøjskole 1996 och var lektor på Danmarks Pædagogiske Universitetsskole och Københavns Professionshøjskole. 